# Marzeszenz

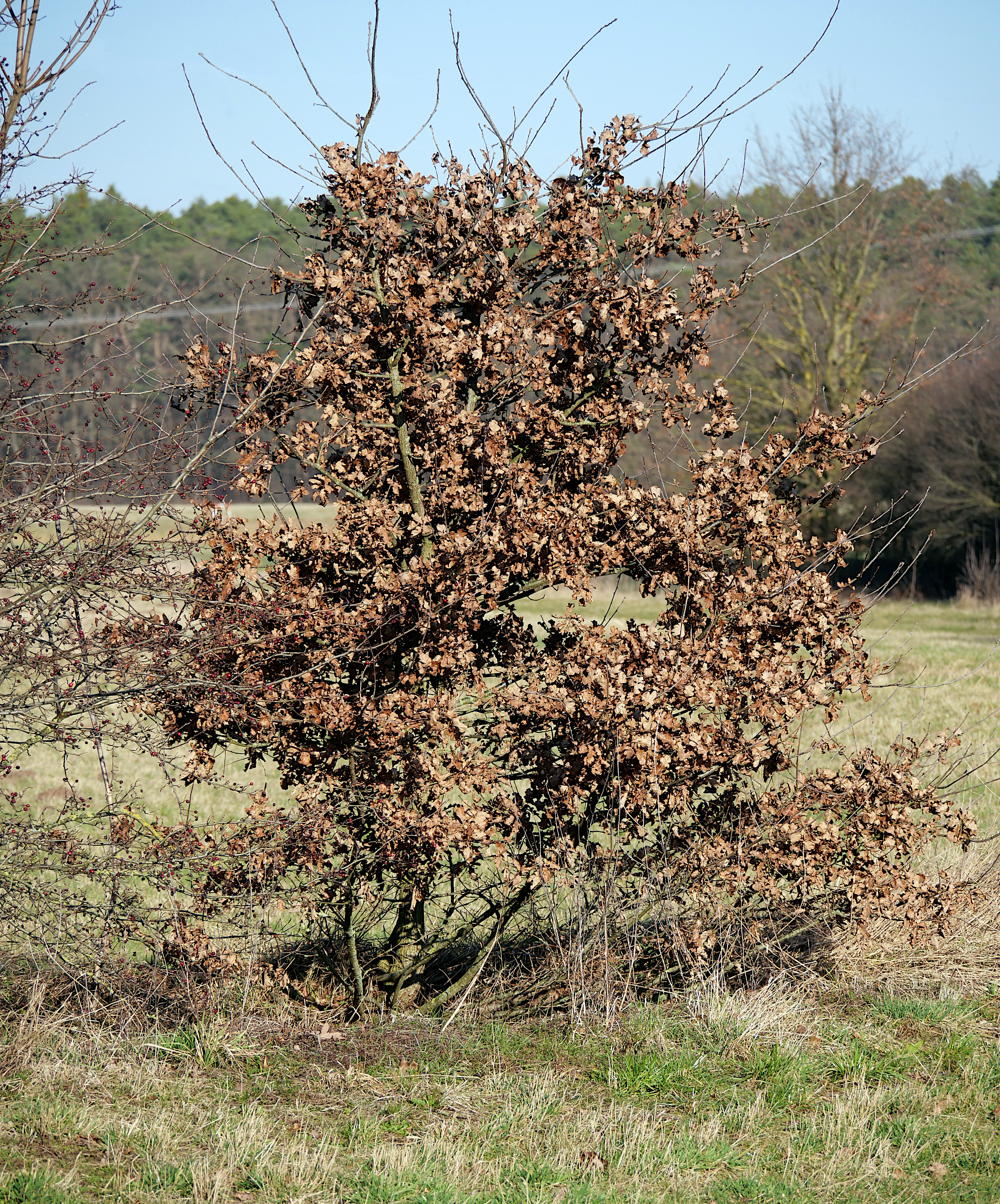
Jüngere Stieleiche (Quercus robur) mit marzeszenten Blättern (Mitte Februar).

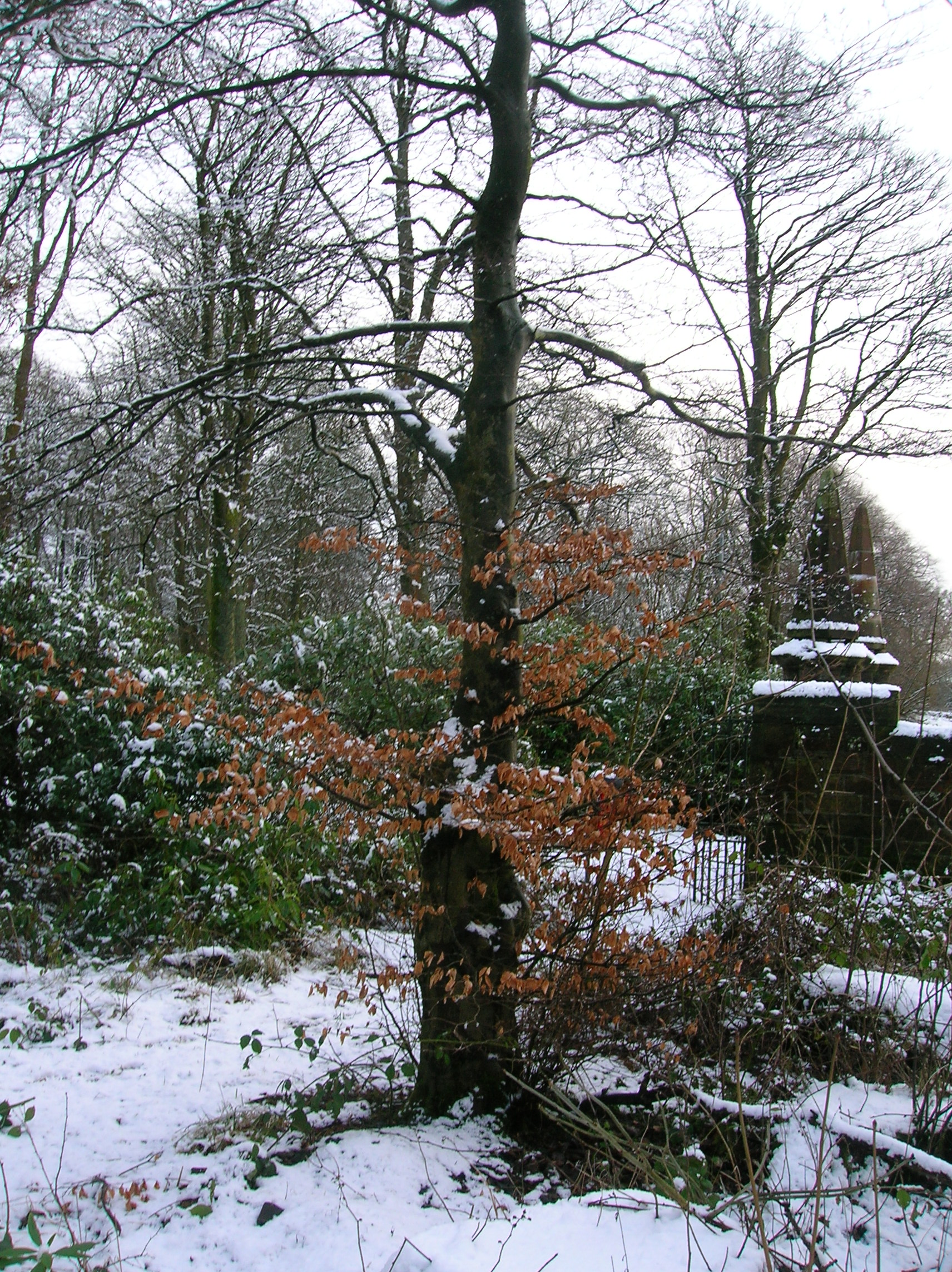
Teilweise Marzeszenz an einer Buche (Fagus sylvatica), wie sie typisch für ältere Exemplare ist.

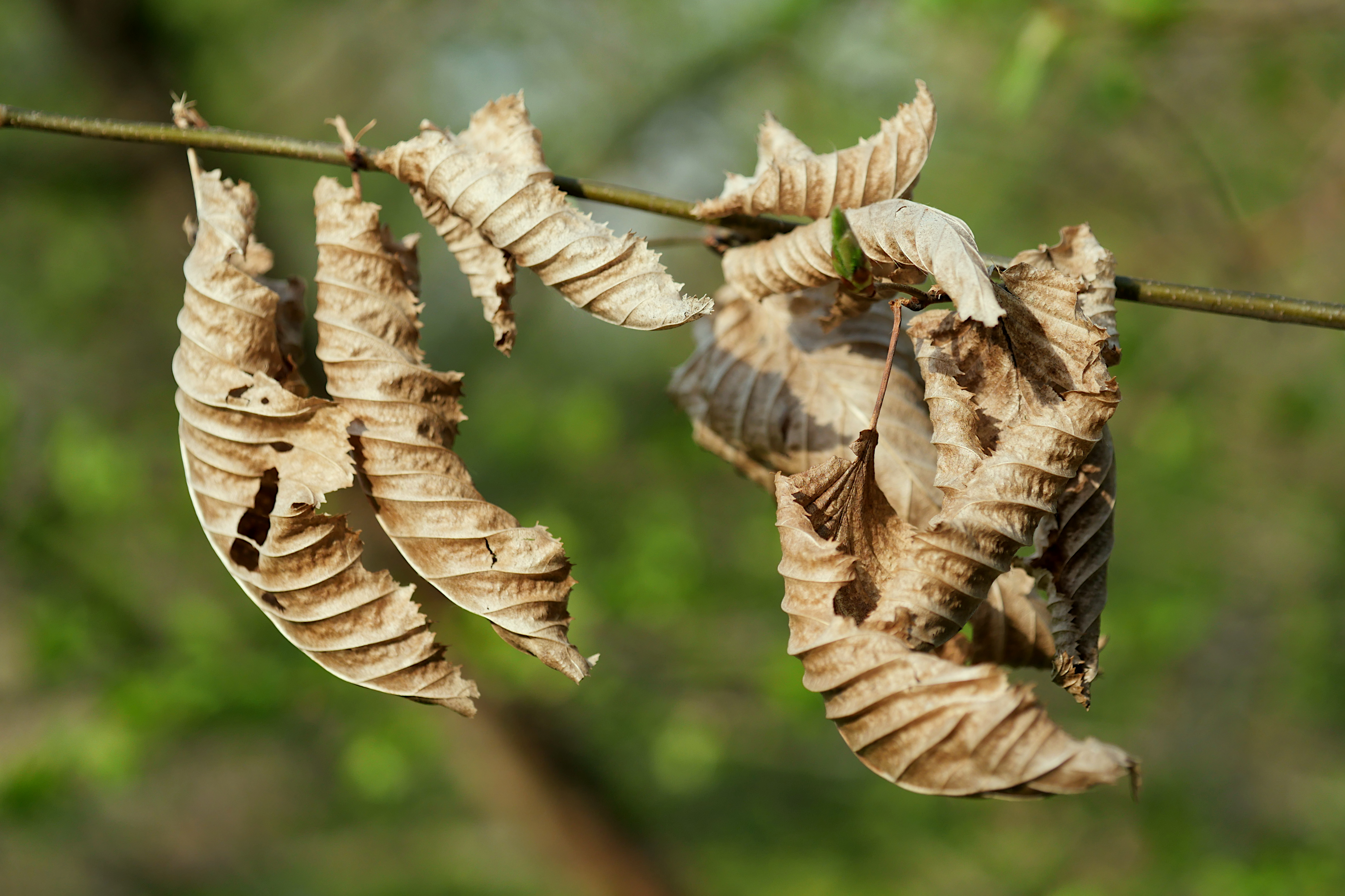
Hainbuchenzweig im April. Neuaustrieb neben marzeszenten Blättern.

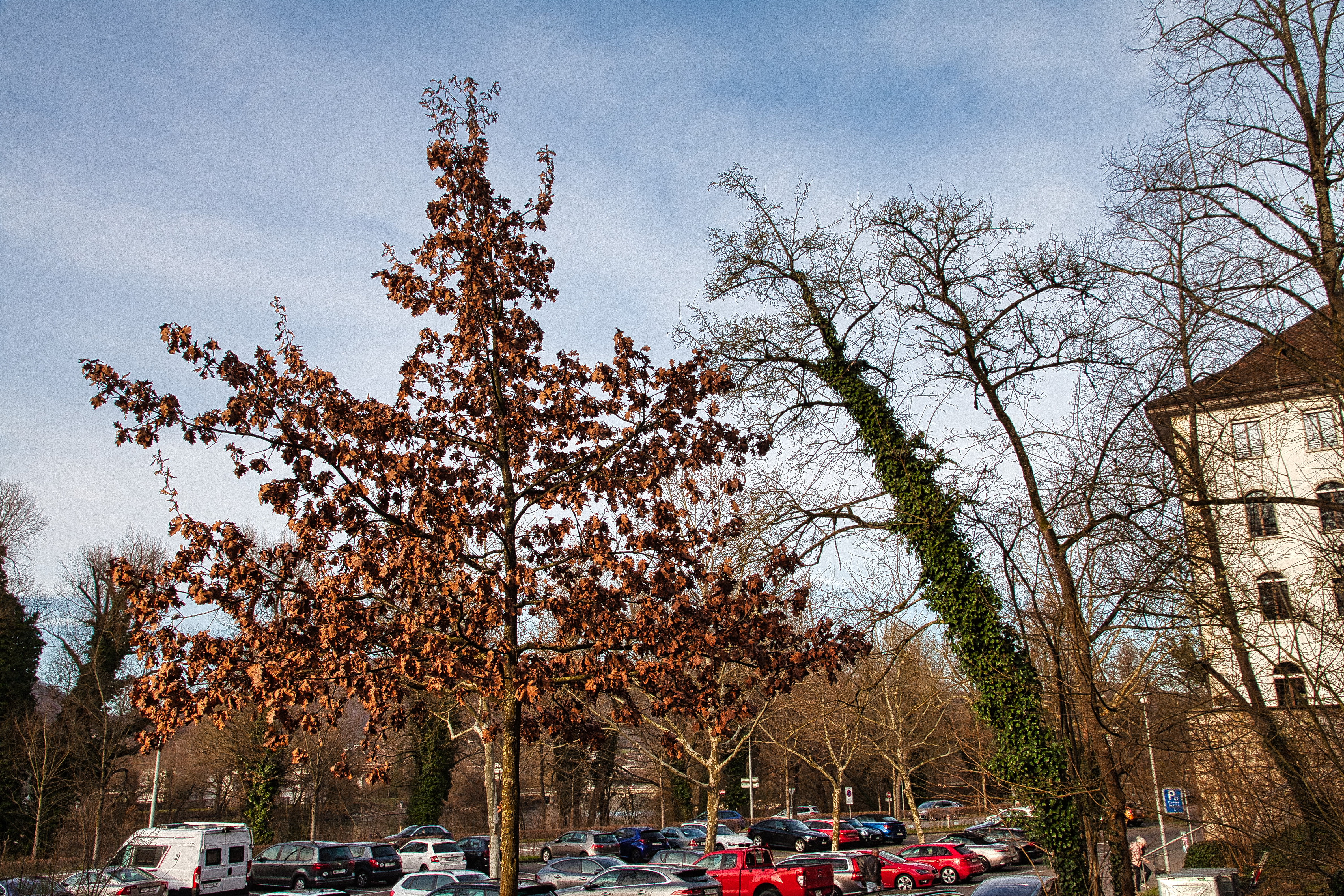
Junge Buche (Fagus) mit Marzeszenz Anfang Frühling

Als (Substantiv) Marzeszenz, (Adjektiv) marzeszent (von lateinisch marcescere „verwelken, welk werden“) wird in der Botanik das Verbleiben verwelkter und abgestorbener Organe wie Blätter oder Blütenkronen an der Pflanze bezeichnet. In der Mykologie wird mit Marzeszenz die Fähigkeit zum vorübergehenden Eintrocknen des Fruchtkörpers beschrieben.

## Beschreibung

### Laubabwerfende Gehölze
Nur einige Gehölzarten sind marzeszent; bei den meisten laubabwerfenden Gehölzen werden zu Beginn einer Ruheperiode (Winter oder Trockenzeit) Nährstoffe aus den Blättern abgezogen und Phloemsaft führende Gefäße verschlossen. Im Verlauf dieses Abszission genannten Vorgangs wird am Blattgrund eine Trennschicht gebildet, entlang der sich das Blatt von der Pflanze löst und zu Boden fällt („Blattfall“). Bei manchen Arten erfolgt dieser Vorgang verzögert; die verwelkten Blätter können dann bis zum nächsten Laubaustrieb am Ende der Ruheperiode am Ast verbleiben.
Besonders augenfällig zeigt sich Marzeszenz als verzögerter Blattfall bei solchen Gehölzen, die ihre verwelkten Blätter während der Winterruhe behalten. Dazu gehören in Mitteleuropa mehrere Arten der Eichen, Buchen und Hainbuchen. Marzeszente Nebenblätter gibt es bei manchen Weidenarten.
Insbesondere jüngere Gehölze zeigen Blattmarzeszenz. Bei älteren Bäumen kann sich dieses „Verhalten“ verlieren oder lediglich auf wenige, verstreute Äste beschränken. Marzeszenz der Blätter gibt es bei allen jungen Eichen, auch solchen Arten, die mit fortgeschrittenem Alter ihre Blätter vollständig abwerfen. Bei den marzeszenten Blättern der Sumpfeiche (Quercus palustris) bildet sich die Trennschicht im Frühjahr aus, der Blattstiel (Petiolus) stirbt während des Winters nicht ab.
Bei vielen anderen Gehölzen werden Blätter marzeszent, wenn es schon vor Ausbildung der Trennschicht Frost gibt. Auch Krankheiten oder Schädlinge können zum Absterben von Blättern vor der normalen Abszission führen. Solche verwelkten Blätter können dann so lange an der Pflanze verbleiben, bis mechanische Kräfte (z. B. Wind oder Tiere) zum Brechen der spröden Blattstiele führen.

### Palmen
Zahlreiche Palmen bilden unterhalb des Neuwuchses eine reif- oder federballartige Krone aus marzeszenten Blättern aus; diese kann sich über mehrere Jahre halten, bevor sie abfällt. Bei manchen Arten sind es nur die jungen Exemplare, die tote Blätter festhalten. Marzeszenz bei Palmen wird als ursprüngliche Eigenschaft angesehen.

### Farne
Marzeszente Blätter oder Blattstiele finden sich häufig bei stammbildenden Farnen in der Familie Cyatheaceae (Ordnung Cyatheales, Baumfarne). Bei den epiphytisch wachsenden Geweihfarnen (Platycerium) sterben die sterilen Mantel- oder Nischenblätter regelmäßig ab und werden von neuen überwachsen, wodurch sich bei manchen Arten eine humussammelnde Krone ausbildet.

### Pilze
In der Mykologie werden Arten als marzeszent beschrieben, deren Fruchtkörper bei Trockenheit vorübergehend einschrumpft und bei Feuchtigkeit wieder auflebt. Im 19. Jahrhundert benutzte der schwedische Botaniker Elias Magnus Fries dieses Merkmal, um die Gattung der Schwindlinge (Marasmius) von den als putreszent („sich zersetzend“) beschriebenen Rüblingen (Collybia s. l.) abzugrenzen. Heute wird diese Unterscheidung nicht mehr zur taxonomischen Eingruppierung von Pilzen herangezogen.

## Ökologische Aspekte
Das Vorhandensein verwelkter Blätter kann große Pflanzenfresser wie Hirsche und Elche davon abhalten, Knospen junger Triebe zu fressen; da die Knospen nur zusammen mit trockenen Blättern aufgenommen werden könnten, würde so der Nährstoffgehalt pro Nahrungsmenge sinken. Auch kann das deutlich hörbare Rascheln trockener Blätter insbesondere Fluchttiere veranlassen, Bewuchs mit marzeszenten Blättern zu meiden.
Marzeszenz könnte auch eine Rolle bei der Anpassung von Bäumen an trockene, wenig fruchtbare Standorte spielen. Buchen und Eichen sind an solche Standorte gut angepasst und können dadurch andere Arten verdrängen. Eine Hypothese besagt, dass das Abwerfen der Blätter erst im Frühling organisches Material als Mulch zu einem Zeitpunkt bereitstellt, zu dem organische Düngung von den wachsenden Bäumen am dringendsten benötigt wird.
Versuche mit der Streu marzeszenter Bäume deuten darauf hin, dass der Verbleib an der Pflanze zu beschleunigter Zersetzung durch Lichteinwirkung führt. Dies könnte den späteren Abbau der Blätter am Boden erleichtern, insbesondere bei solchen Arten, deren Blätter sich sonst nicht gut kompostieren lassen.
Marzeszente Blätter schützen möglicherweise vor Trocken- und Temperaturstress. In alpinen Höhenstufen haben zahlreiche Pflanzen aus unterschiedlichen taxonomischen Gruppen eine als „kauleszente (stammbildende) Rosette“ bezeichnete Wuchsform entwickelt: Eine immergrüne Rosette wächst über abgestorbenen Blättern. So wurde beispielsweise für die Espeletia-Arten E. schultzii und E. timotensis nachgewiesen, dass das Vorhandensein marzeszenter Blätter deren Überlebenschancen erhöht, den Wasserhaushalt verbessert und die Pflanzen vor Kälteschäden schützt.
Die humussammelnden Blattkronen von Dypsis-Palmen häufen Detritus an und verbessern so die Nährstoffversorgung der Pflanzen, erhöhen damit aber auch die Wahrscheinlichkeit, dass epiphytische Würgefeigen darin keimen und später die Wirtspflanze absterben lassen. Zu den Gattungen mit marzeszenter Blattbasis, die epiphytische Feigen anziehen, gehören Attalea, Butia, Caryota, Copernicia, Elaeis, Hyphaene, Livistona, Phoenix, Sabal und Syagrus.

## Galerie
Marzeszenz bei verschiedenen Arten.

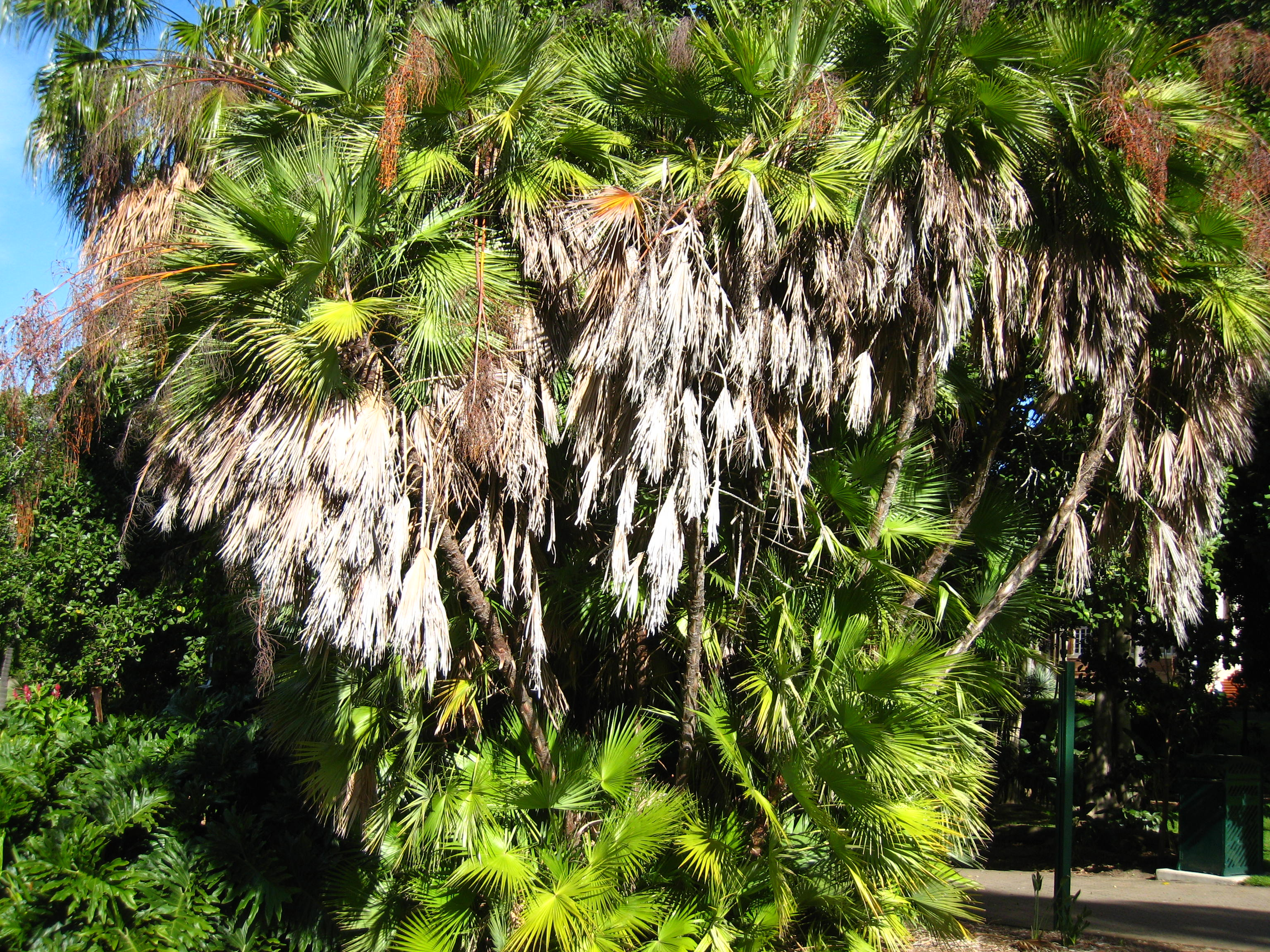
Palmengewächse: Acoelorrhaphe wrightii
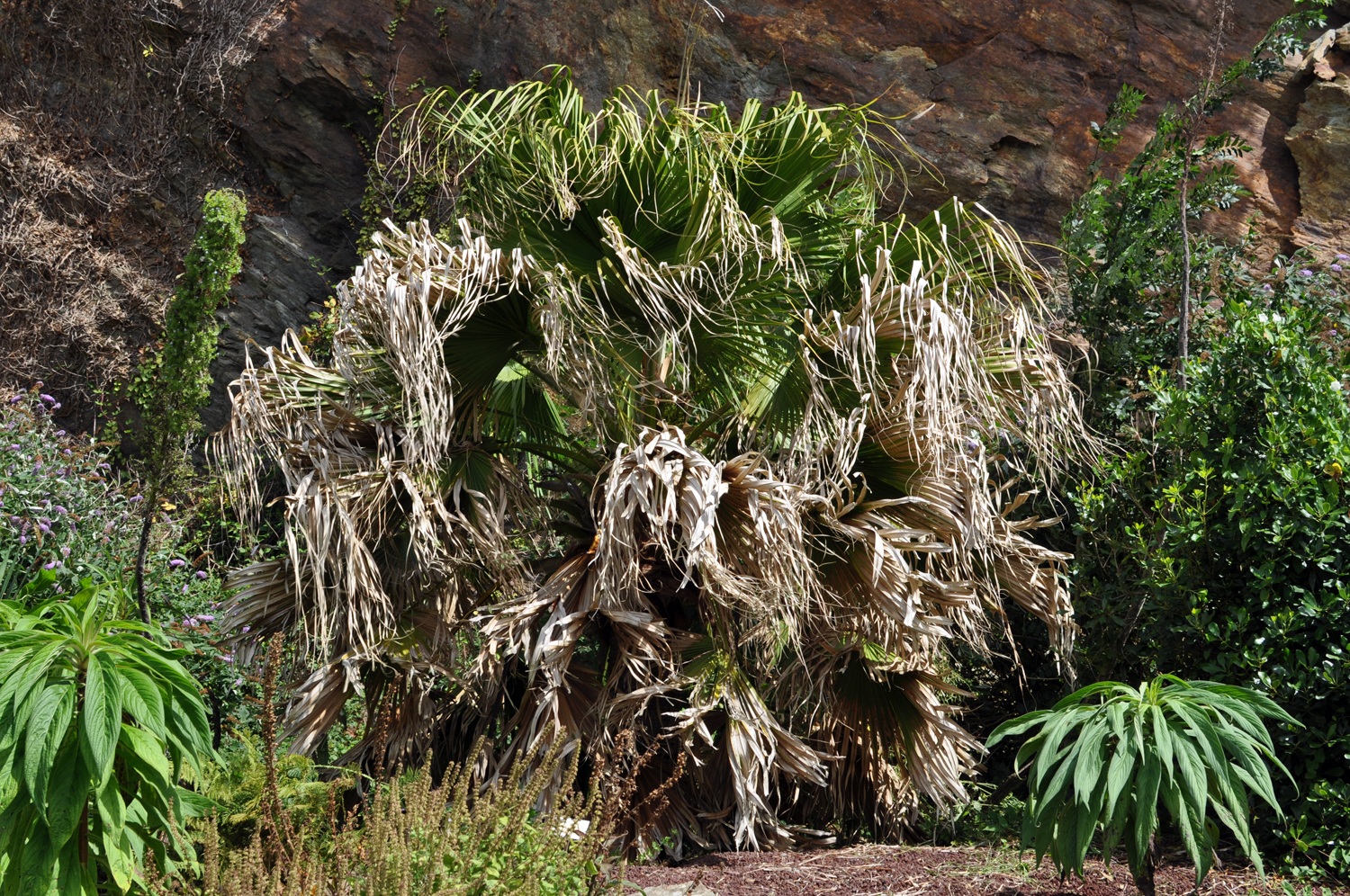
Palmengewächse: Livistona chinensis (Livistona)
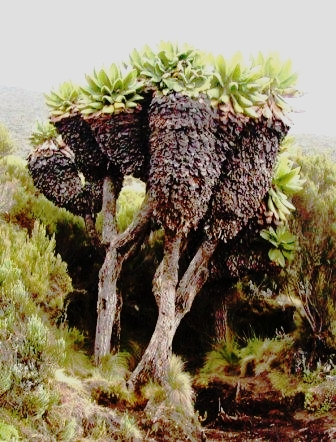
Korbblütler: Dendrosenecio kilimanjari
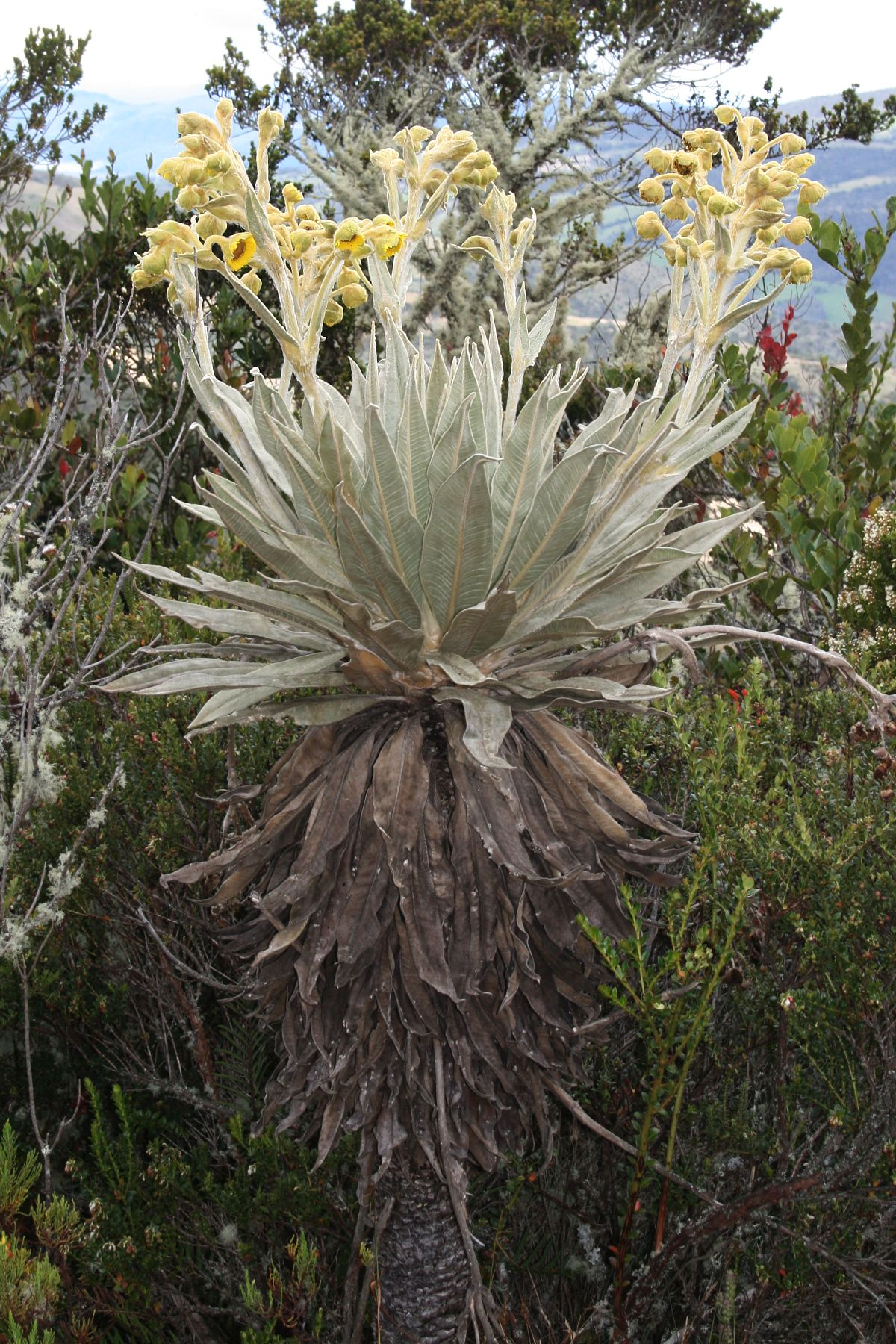
Korbblütler: Espeletia grandiflora (Espeletia)
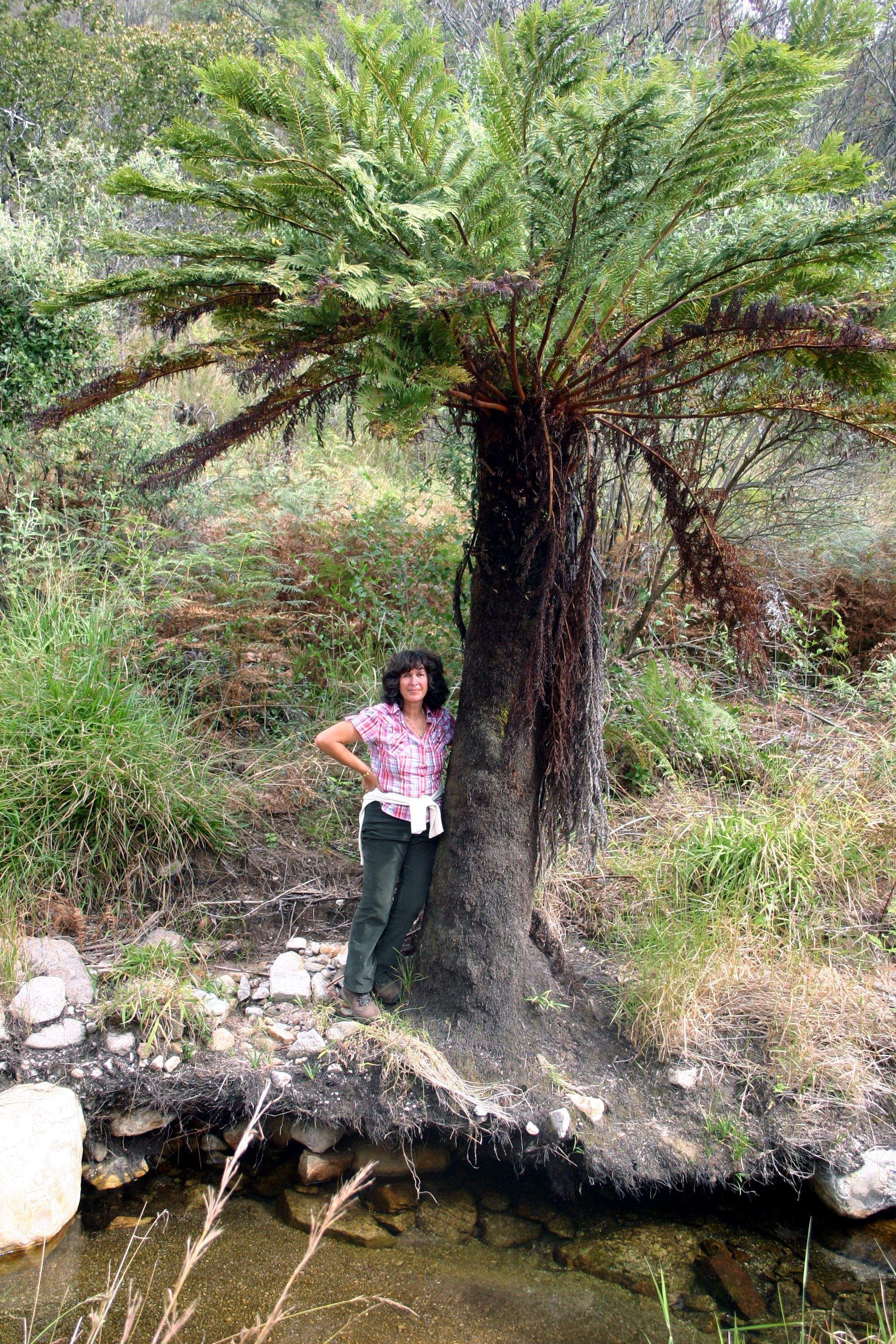
Baumfarne: Alsophila dragei
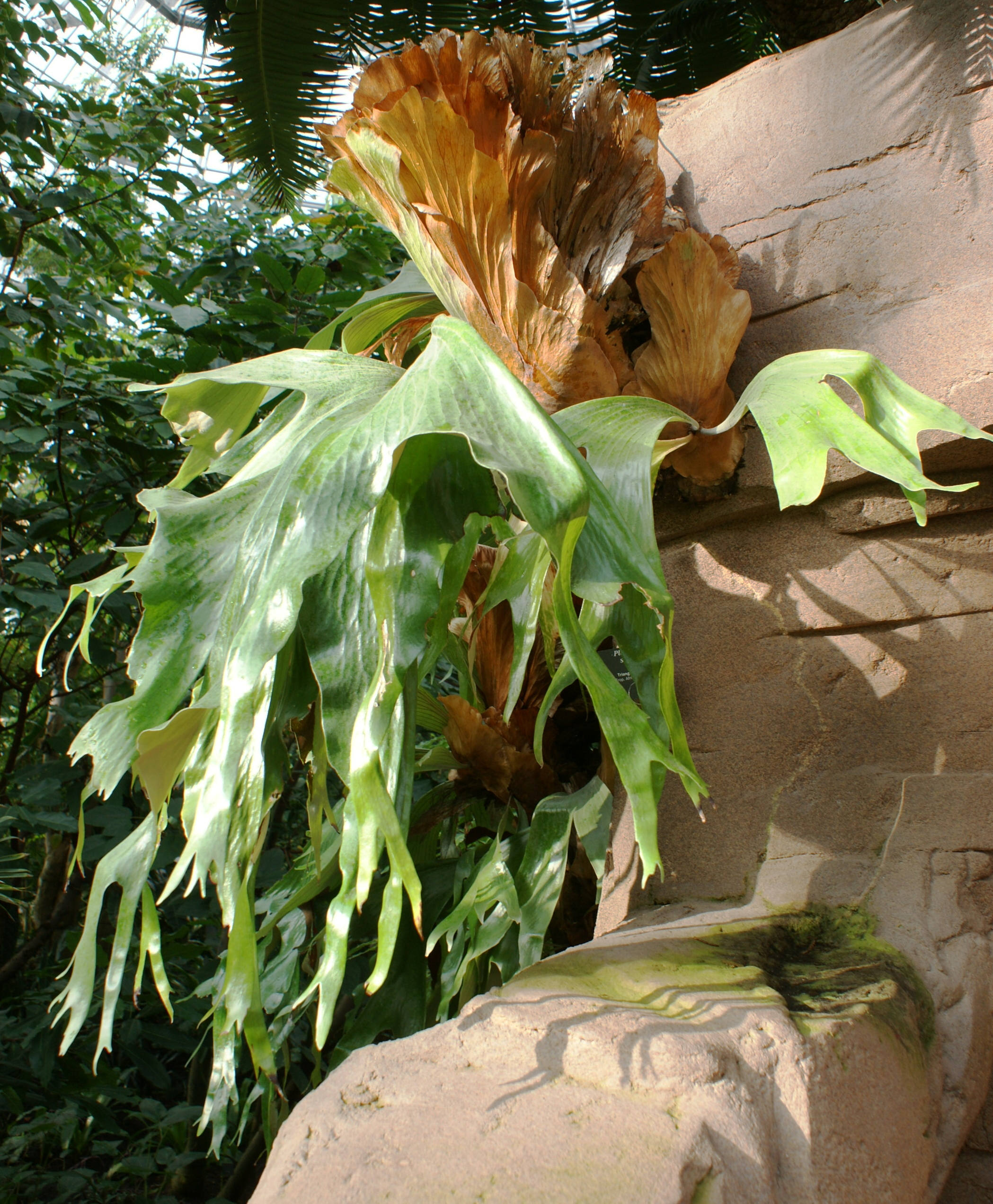
Geweihfarn Platycerium stemaria mit einer Krone aus abgestorbenen Nischenwedeln
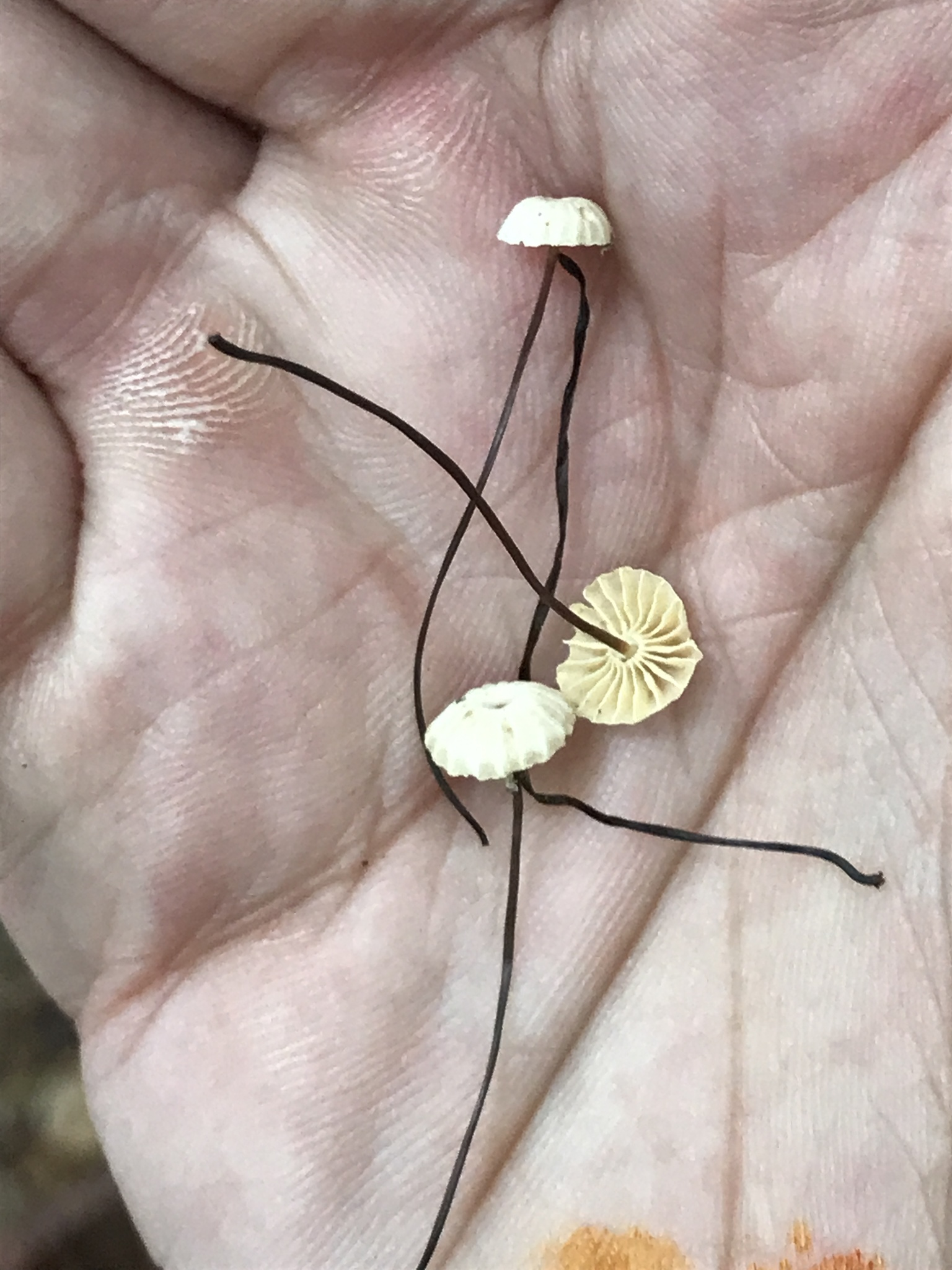
Eingetrocknete Halsband-Schwindlinge (Marasmius rotula)

## Marzeszente Pflanzengattungen und Familien
Marzeszente Gehölze finden sich in u. a. folgenden Pflanzengattungen:
- Carpinus (Hainbuchen)[26]
- Espeletia[22][23]
- Buchen[26]
- Hamamelis (Zaubernuss)[7]
- Quercus (Eichen)[26]

sowie in folgenden Familien:
- Arecaceae
- Asteraceae
- Cyatheaceae[15]
- Fagaceae
- Hamamelidaceae
- Betulaceae